# اندیس آبسرد (دوران کرتاسه بالایی)
آبسرد* یک اندیس فلزی است که در  استان سیستان و بلوچستان قرار دارد و مادهٔ معدنی موجود در آن، منگنز است.سنگ میزبان این اندیس پریدوتیت آلتره وتکتونیزه است و دیرینگی آن به دوران کرتاسه بالایی می‌رسد. 